# Nombre gairebé primer
En teoria de nombres, un nombre natural s'anomena k-gairebé primer si i només si té exactament k factors primers, tenint en compte la seva multiplicitat. Més formalment, un nombre n k-gairebé primer si i només si Ω(n) = k, on Ω(n) és la quantitat total de nombres primers en descomposició en factors primers n:
{\displaystyle \Omega (n):=\sum a_{i}\qquad {\mbox{si}}\qquad n=\prod p_{i}^{a_{i}}.}
Per tant, un nombre natural és un nombre primer si i només si és 1-gairebé primer, i semiprimer si i només si és 2-gairebé primer. El conjunt de nombres k-gairebé primers normalment es nota per Pk. El nombre k-gairebé primer més petit és 2k. Els primers nombres k-gairebé primers són:
| k  | k-gairebé primers               | Successió EESE |
| -- | ------------------------------- | -------------- |
| 1  | 2, 3, 5, 7, 11, 13, 17, 19, …   | A000040        |
| 2  | 4, 6, 9, 10, 14, 15, 21, 22, …  | A001358        |
| 3  | 8, 12, 18, 20, 27, 28, 30, …    | A014612        |
| 4  | 16, 24, 36, 40, 54, 56, 60, …   | A014613        |
| 5  | 32, 48, 72, 80, 108, 112, …     | A014614        |
| 6  | 64, 96, 144, 160, 216, 224, …   | A046306        |
| 7  | 128, 192, 288, 320, 432, 448, … | A046308        |
| 8  | 256, 384, 576, 640, 864, 896, … | A046310        |
| 9  | 512, 768, 1152, 1280, 1728, …   | A046312        |
| 10 | 1024, 1536, 2304, 2560, …       | A046314        |
| 11 | 2048, 3072, 4608, 5120, …       | A069272        |
| 12 | 4096, 6144, 9216, 10240, …      | A069273        |
| 13 | 8192, 12288, 18432, 20480, …    | A069274        |
| 14 | 16384, 24576, 36864, 40960, …   | A069275        |
| 15 | 32768, 49152, 73728, 81920, …   | A069276        |
| 16 | 65536, 98304, 147456, …         | A069277        |
| 17 | 131072, 196608, 294912, …       | A069278        |
| 18 | 262144, 393216, 589824, …       | A069279        |
| 19 | 524288, 786432, 1179648, …      | A069280        |
| 20 | 1048576, 1572864, 2359296, …    | A069281        |

El nombre πk(n) d'enters positius més petits o iguals que n amb, com a màxim, k divisors primers (no necessàriament diferents) tendeix asimptòticament a
{\displaystyle \pi _{k}(n)\sim \left({\frac {n}{\log n}}\right){\frac {(\log \log n)^{k-1}}{(k-1)!}},}
un resultat de Landau. Vegeu també el teorema de Hardy–Ramanujan.